# Killer Tattoo
Kiler Tatto (มือปืน/โลก/พระ/จัน Mue Puen/Lok/Phra/Chan) este un film thailandez din 2001 regizat de Yuthlert Sippapak.

## Distribuție
- Suthep Po-ngam este Pae Buffgun
- Somchai Kemglad este Kit Silencer
- Sornsutha Klunmalee este Ghost Rifle
- Petchtai Wongkamlao este Dog Badbomb
- Pongsak Pongsuwan este Elvis M 16